# バンガイ諸島県
バンガイ諸島県(バンガイしょとうけん、インドネシア語: Kabupaten Banggai Kepulauan)はインドネシアの中部スラウェシ州に位置する県。県都はサラカン。
2009年第51号法に基づいてスラウェシ本島のバンガイ県から分離して設立された県(kabupaten)。
バンガイ諸島が県域となっており、周辺はバンダ海に面するトロ湾とモルッカ海の間となっている。スラウェシ本島とはペレン海峡で隔てられている。

## 自治体
県は12の郡（kecamatan）からなり、2010年の調査では人口は以下のようであった
| 名称                                 | 人口 2010年 |
| ------------------------------------ | ----------- |
| Totikum                              | 9,869       |
| Totikum Selatan (South Totikum)      | 8,036       |
| Tinangkung                           | 13,201      |
| Tinangkung Selatan (South Tinangkum) | 7,204       |
| Tinangkung Utara (North Tinangkung)  | 7,670       |
| Liang                                | 8,768       |
| Peling Tengah (Central Peling)       | 9,244       |
| Bulagi                               | 9,529       |
| Bulagi Selatan (South Bulagi)        | 9,716       |
| Bulagi Utara (North Bulagi)          | 8,890       |
| Buko                                 | 9,376       |
| Buko Selatan (South Buko)            | 7,881       |

## 地域
パルからルウク近郊のシュクラン・アミヌッディン・アミール空港にメルパチ・ヌサンタラ航空が就航している。バンガイ諸島への交通は小船が主となっている。
バンガイ諸島は生息数が少なく、絶滅が危惧されているプテラポゴン・カウデルニィーの生息地であり、10箇所以上でみることができる。ビーチや小島などシーリゾートによい条件が整っている。

## 註
1. ↑  Biro Pusat Statistik, Jakarta, 2011.
2. ↑  “Banggai Kepulauan” (2013年3月24日). 2016年3月24日閲覧。

座標: 南緯1度35分35秒 東経123度30分15秒 / 南緯1.5931度 東経123.5042度